# Standard Twelve
La 12 hp, o Twelve, è stata un'autovettura prodotta dalla Standard dal 1910 al 1911, dal 1933 al 1940 e dal 1945 al 1948.

## Il contesto
Il modello comparve nel 1910. Questa prima 12 hp era una vettura con carrozzeria torpedo quattro posti, e venne prodotta fino al 1911. Possedeva un motore a quattro cilindri e valvole laterali.
La Twelve comparve nuovamente nel 1933 come berlina di piccole dimensioni. I modelli disponibili erano però due e furono denominati, nel primo anno di produzione, Little 12 e Big 12. Il motore era a sei cilindri. Nel 1934 i due modelli vennero rinominati 12/6. Nell'ultimo anno citato, alla 12/6 fu affiancato un nuovo modello di nome 12 hp, che possedeva un motore a quattro cilindri.
Nel 1936 venne introdotta la Flying Twelve. A quest'ultima fu affiancata la Flying Light Twelve, che aveva un telaio più corto. Questi ultimi due modelli rimasero in produzione fino al 1948.

## La prima 12 hp (1910-1911)
Nel 1910 apparve la prima 12 hp. Aveva un motore in linea a quattro cilindri e valvole laterali da 1.656 cm³ di cilindrata. L'alesaggio e la corsa erano, rispettivamente, 68 mm e 114 mm.
Era commercializzata con un solo tipo di carrozzeria, torpedo quattro porte. Il telaio nudo pesava 508 kg.
Rimase in produzione sino al 1911, e non venne sostituita da nessun modello.

## Le Little 12, Big 12 e 12/6 (1933-1934)
Nel 1933 apparvero due modelli Standard con nome 12 hp, entrambi con carrozzeria berlina quattro porte. Quella più piccola, denominata Little 12, possedeva un motore in linea a sei cilindri e valvole laterali da 1.337 cm³ di cilindrata. L'alesaggio e la corsa erano, rispettivamente, 57 mm e 87,3 mm, mentre la potenza erogata era 29 CV a 3.500 giri al minuto. Il modello più grande, denominato Big 12, aveva anch'esso un motore in linea a sei cilindri e valvole laterali, ma di 1.497 cm³ di cilindrata. Inoltre, la Big 12 era più lunga e larga di 127 mm. La velocità massima raggiunta da entrambi i modelli era di 98 km/h.
Nel 1934 la Little 12 e la Big 12 furono sostituite dalla più grande 12/6, che aveva il medesimo motore del secondo modello citato. Venne aggiunta la cifra “6” nel nome (dal numero di cilindri del motore) per differenziarla da un nuovo modello 12 hp, introdotto nell'anno in questione, il cui motore era a quattro cilindri. Nel 1935 la 12/6 venne ritirata dal mercato. 

## La seconda 12 hp (1934-1935)
Nel 1934, parallelamente alla 12/6, venne offerto un nuovo modello di nome 12 hp che possedeva un motore in linea a quattro cilindri e valvole laterali. La cilindrata era di 1.608 cm³, e l'alesaggio e la corsa erano, rispettivamente, 69,5 mm e 106 mm. La potenza erogata era 44 CV a 4.000 giri al minuto. La velocità massima raggiunta dal modello era di 97 km/h. L'unica carrozzeria disponibile era berlina quattro porte.
Nel 1936 il modello venne sostituito dalla Flying Twelve. 

## La Flying Twelve e la Flying Light Twelve (1936-1940, 1945-1948)
Nel 1936 venne lanciata la Flying Twelve. Essa possedeva una linea aerodinamica che si poteva trovare anche sugli altri modelli della gamma Flying. Il motore lo ereditò dal modello antenato; questo propulsore era una quattro cilindri in linea da 1.609 cm³ di cilindrata. Il cambio era a tre rapporti sincronizzati, e la trazione era posteriore. Il modello era un più piccolo rispetto al predecessore. Nello stesso anno il modello fu affiancato dalla Flying Light Twelve, che aveva un telaio più corto. Oltre alla berlina quattro porte, venne anche commercializzata una versione cabriolet due porte.
Nel 1940 la produzione venne interrotta per lo scoppio della seconda guerra mondiale. La Standard, a causa del conflitto, fu infatti obbligata a convertire i propri impianti alle forniture militari. Nel 1945, a guerra terminata, la produzione civile riprese, compreso l'assemblaggio della Flying Twelve e della Flying Light Twelve.
Nel 1948 i due modelli vennero tolti di produzione.